# Jean-Ange Cogiola
Jean-Ange Cogiola est un sculpteur né à Turin le 5 juillet 1768 et mort à Paris le 8 juillet 1831.

## Biographie
Jean-Ange Cogiola est né à Turin, le 5 juillet 1768. Il vient à Paris alors que sa ville natale était le chef-lieu du département du Pô. Il a exposé plusieurs bustes aux Salons, de 1808 à 1817. Il est mort à Paris, rue du Mont-Thabor, n° 16, le 8 juillet 1831.